# Henri Beaugé-Berubé
Pour les articles homonymes, voir Beaugé et Berubé.
Ne pas confondre avec Jack Ary, né Henri Beauger.
Henri Beaugé-Berubé, né Henri Eugène Marie Beaugé le 6 septembre 1920 à Brest et mort le 16 janvier 2015 à Paris 13e, est un militaire français, compagnon de la Libération.

## Famille
Membre de la famille Beaugé, du manoir de Lossulien, il est le fils de Lucien Beaugé, officier de marine et océanographe, et de Marie-Caroline Berubé. Il accole au nom de son père celui de sa mère en 1965. Il a comme frères et sœurs : Jean, Marie-Thérèse, André, prêtre-ouvrier et biologiste, François, dit Fanchik ou Saïk, Claude, Jacques, dit Jacques Lebreton, écrivain, Louise, Michel.
Il épouse Colette Langlois (1923-1963), Croix de Guerre, en 1945.
Il est le père d'Anne Soupa, de Bertrand Beaugé-Berubé, de Thierry Beaugé-Berubé et de Hervé Beaugé-Berubé.

## Biographie
Il étudie à l'École nationale d'Arts et Métiers (ENAM).
Après l'armistice du 22 juin 1940, il décide de quitter la France et s'embarque au Conquet pour la Grande-Bretagne avec son frère Jacques.
Il s'engage dans les Forces françaises libres (FFL) le 1er juillet 1940. Il intègre alors le bataillon de chasseurs de Camberley et suit les cours de l’École des élèves officiers de la France libre, avant de participer, comme aspirant au bataillon de marche no 3, à la campagne de Libye de 1942 à 1943. Après ce, est nommé chef de section antichars au bataillon de marche no 4, où il fait les campagnes d'Italie et de Tunisie.
En reconnaissance près du lac de Bolsena, le 12 juin 1944, il reçoit une blessure au bras. Il est promu lieutenant.
Le 16 août 1944, il participe au débarquement de Provence à Cavalaire.
À Lomontot, le 23 septembre 1944, il s'illustre dans une manœuvre de ses canons qui détruisent des nids de mitrailleuses.
Le 10 avril 1945, lors de l'assaut de l'ouvrage du Col de Brouis, il se fait remarquer pour ses tirs particulièrement précis sur les tourelles et dans les embrasures.
À la fin de la guerre, il est, de 1947 à 1949, aide de camp du général Koenig, gouverneur militaire de la zone d'occupation française en Allemagne.
Il est ensuite, dix ans durant, officier des Affaires indigènes, avant d'être détaché auprès du gouvernement du Maroc pour l'administration provinciale, puis de diriger le centre pétrolier d'Hassi Messaoud de 1960 à 1963. De 1963 à 1971, il est chargé pour la DATAR de la création des parcs naturels régionaux en France.
Il quitte l'armée avec le grade de lieutenant-colonel de réserve en 1965.
Enfin, il est directeur du centre culturel d’Arc-et-Senans de 1971 à 1975, puis du Centre Culturel de l'Ouest à l’abbaye de Fontevraud, Maison-mère de l’  Ordre de Fontevraud, nouvellement créé, à partir de 1976.
En 2005, il devient membre du conseil de l'Ordre de la Libération. À la disparition de celui-ci le 16 novembre 2012, il devient membre du Conseil d'administration du Conseil national des communes « Compagnon de la Libération » jusqu'à sa mort.
Il meurt le 16 janvier 2015 à l'âge de 94 ans. Entre autres personnalités, Claude Bartolone, président de l'Assemblée nationale, au nom de la Représentation nationale, Anne Hidalgo, maire de Paris, François Hollande, président de la République et Jean-Marc Todeschini, secrétaire d'État chargé des Anciens combattants, saluent sa mémoire.
Ses obsèques ont lieu le 21 janvier 2015 en la cathédrale Saint-Louis-des-Invalides. Il est inhumé au cimetière Saint-Martin de Brest.

## Distinctions

### Décorations
Les décorations reçues par Henri Beaugé-Berubé sont :
- Commandeur de la Légion d'honneur
- Compagnon de la Libération par décret du 7 août 1945[12]
- Croix de guerre 1939–1945, palme de bronze
- Médaille de la Résistance française par décret du 24 avril 1946[13]
- Chevalier de l'ordre du Mérite agricole
- Chevalier de l'ordre des Arts et des Lettres
- Croix du combattant volontaire
- Médaille coloniale
- Chevalier de l'ordre d'Orange-Nassau (Pays-Bas)

### Odonymie
Une voie de Fontevraud-l'Abbaye porte le nom d'« avenue Henri-Beaugé ».

## Œuvres
- Vingt ans en 1940. Chroniques de guerre d'un Français libre, 18 juin 1940-8 mai 1945, journal, préface d'Anne Soupa, éditions du Cerf, 2012, 298 p.